# Пузняковцы
Пузня́ковцы (укр. Пузняківці) — село в Кольчинской поселковой общине Мукачевского района Закарпатской области Украины.
Население по переписи 2001 года составляло 538 человек. Почтовый индекс — 89630. Телефонный код — 3131. Занимает площадь 1,149 км². Код КОАТУУ — 2122786601.